# Vetusta Monumenta
 (janvier 2022).
La mise en forme du texte ne suit pas les recommandations de Wikipédia : il faut le « wikifier ».
Les points d'amélioration suivants sont les cas les plus fréquents. Le détail des points à revoir est peut-être précisé sur la page de discussion.
- Les titres sont pré-formatés par le logiciel. Ils ne sont ni en capitales, ni en gras.
- Le texte ne doit pas être écrit en capitales (les noms de famille non plus), ni en gras, ni en italique, ni en « petit »…
- Le gras n'est utilisé que pour surligner le titre de l'article dans l'introduction, une seule fois.
- L'italique est rarement utilisé : mots en langue étrangère, titres d'œuvres, noms de bateaux, etc.
- Les citations ne sont pas en italique mais en corps de texte normal. Elles sont entourées par des guillemets français : « et ».
- Les listes à puces sont à éviter, des paragraphes rédigés étant largement préférés. Les tableaux sont à réserver à la présentation de données structurées (résultats, etc.).
- Les appels de note de bas de page (petits chiffres en exposant, introduits par l'outil «  Source ») sont à placer entre la fin de phrase et le point final[comme ça].
- Les liens internes (vers d'autres articles de Wikipédia) sont à choisir avec parcimonie. Créez des liens vers des articles approfondissant le sujet. Les termes génériques sans rapport avec le sujet sont à éviter, ainsi que les répétitions de liens vers un même terme.
- Les liens externes sont à placer uniquement dans une section « Liens externes », à la fin de l'article. Ces liens sont à choisir avec parcimonie suivant les règles définies. Si un lien sert de source à l'article, son insertion dans le texte est à faire par les notes de bas de page.
- La présentation des références doit suivre les conventions bibliographiques. Il est recommandé d'utiliser les modèles {{Ouvrage}}, {{Chapitre}}, {{Article}}, {{Lien web}} et/ou {{Bibliographie}}. Le mode d'édition visuel peut mettre en forme automatiquement les références.
- Insérer une infobox (cadre d'informations à droite) n'est pas obligatoire pour parachever la mise en page.

Pour une aide détaillée, merci de consulter Aide:Wikification.
Si vous pensez que ces points ont été résolus, vous pouvez retirer ce bandeau et améliorer la mise en forme d'un autre article.

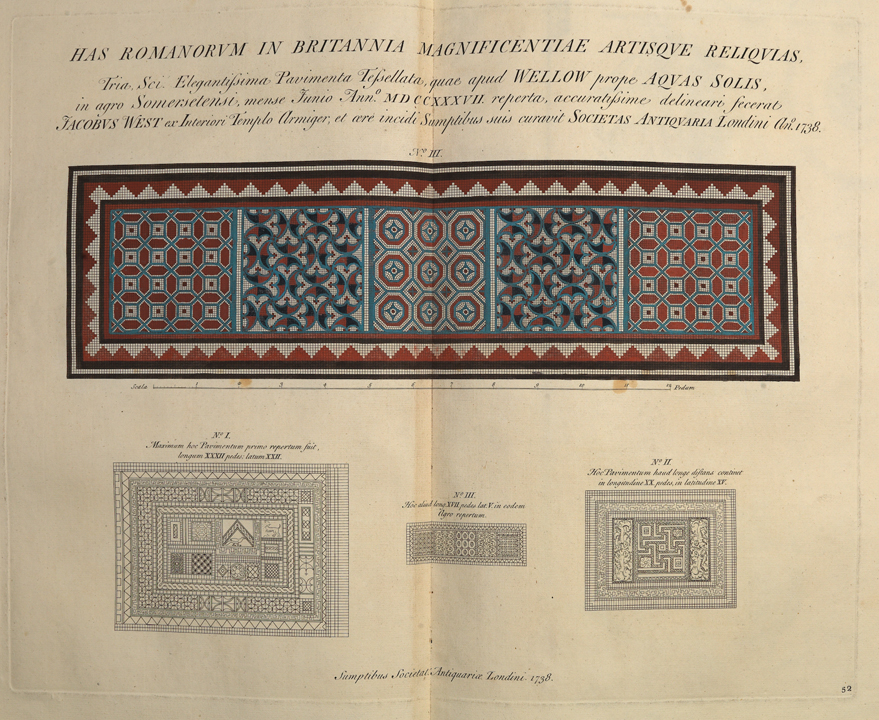
Mosaïques de Wellow, près de Bath, Somerset (double page dans le volume 1, dans une réédition 1826)

Vetusta Monumenta est le titre d'une série d'articles illustrés sur les bâtiments, les sites et les objets antiques, principalement ceux de Grande-Bretagne, publiés à intervalles irréguliers entre 1718 et 1906 par la Société des antiquaires de Londres. Le titre complet est « Vetusta monumenta quae ad Rerum Britanicarum memoriam conservandam Societas Antiquariorum Londini sumptu suo edenda curavit », (en français : « Les monuments antiques que la Société des antiquaires de Londres fit publier pour la conservation de la mémoire de l'Angleterre, avaient soin d'être publiés à ses frais »). Les articles de la taille d'un folio, rédigés par des membres de la société, étaient initialement publiés individuellement, puis avec le temps classés en 7 volumes .

## Publications
Selon la base de données HOLLIS à Harvard, les 7 volumes sont datés de 1747, 1789, 1796, 1815, 1835, 1883 et 1906. Ils ont été publiés de cette manière :
- volume 1 entre 1718 et 1747;
- volume 2 entre 1748 et 1789 ;
- volume 3 entre 1790 et 1796 ;
- volume 4 entre 1799 et 1815 ;
- volume 5 entre 1816 et 1835 ;
- volume 6 entre 1821 et 1885 ;
- volume 7 entre 1893 et 1906[2].

La série a commencé la même année de l’existence de la Société, avec une première réunion le 1er janvier 1718 à la Mitre Tavern sur Fleet Street (Londres). Le journal principal de la société, nommé Archaeologia, n'a commencé à être publié qu'en 1770. Les membres de la société en recevaient un exemplaire gratuit à chaque publication.

## Contenu

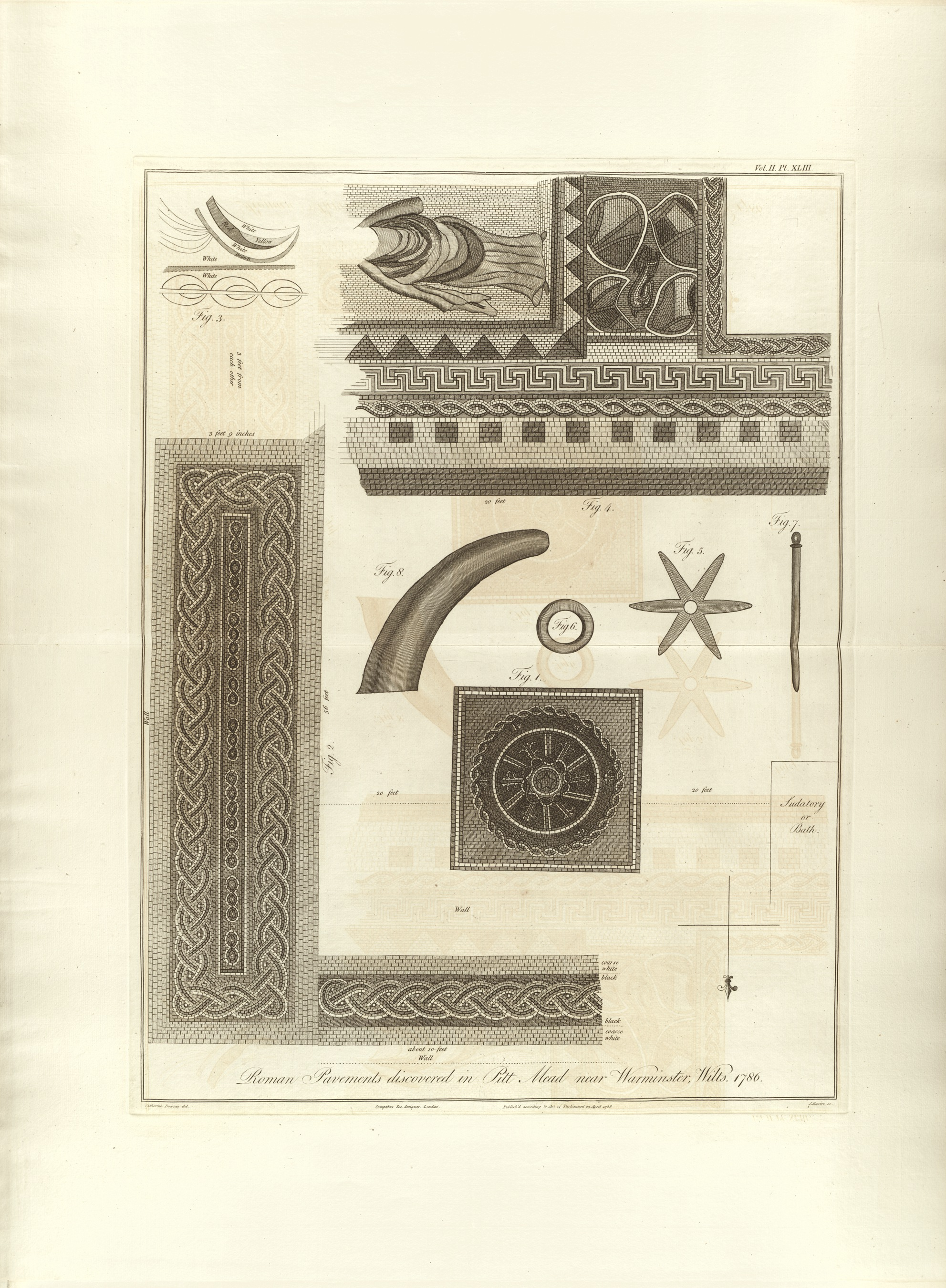
Mosaïque de la villa romaine Pit Mead.Illustrations de Catherine Downes, gravées par James Basire et présentées à la Société des Antiquaires par Daines Barrington.

L'accent a été mis sur les illustrations grandes et détaillées, initialement des gravures de haute qualité, qui transmettaient des informations sur le sujet de manière accessible et économique. Chaque numéro était développé à partir d'articles et de recherches de la société, donnant une description textuelle accompagnée de détails illustrés qu'elle avait commandés.
L’apport scientifique de ces ouvrages est impressionnant de vulgarisation permettant à tout à chacun de s’approprier le savoir. Ces documents ont donc eu une grande popularité contemporaine. Outre une analyse textuelle fine, ils sont accompagnés d’un grand nombre d’illustrations de tous types. L'assemblage de cartes, de plans et d'autres détails était une nouveauté dont la population a rapidement vu un attrait. Les illustrations étaient accompagnées de silhouettes humaines donnant une idée de l’échelle du sujet dessiné, offrant au lecteur une réelle perspective. Ceux-ci accompagnaient les descriptions des sites, et fournissaient des informations supplémentaires avec des niveaux de détail élevés et des points de vue multiples ou idéalisés pour simuler une visite complète. De nombreuses planches comprennent des incrustations de vues éclatées, de coupes transversales et d'autres détails architecturaux ou d'objets trouvés sur le site. D'autres figures étaient entrecoupées du texte ou occupaient plusieurs pages entières. La critique de l’époque a pris en compte ces illustrations comme pure idéal et non réalisme et ainsi une source précieuse d'informations. Le livre a utilisé les détails multiples et séparés pour synthétiser des enquêtes encyclopédiques qui ont caractérisé l'approche des historiens de la nature et des antiquaires, ce que Barbara Maria Stafford a décrit comme « des morceaux matériels de références croisées de réalité lointaine ».
Un article de 1803 sur la pierre de Rosette figurait parmi les premières recherches publiées. Le premier compte rendu détaillé de la Coupe de sainte Agnès au British Museum a été publié dans l'un des derniers papiers, de 1904, par Sir Charles Hercules Read.

## Contributeurs
Ce qui suit est une liste incomplète des contributeurs notés et de leurs articles :
- Thomas Astle
- Thomas Amyot, description de l'abbaye de Tewkesbury
- William Wilkins, « Observations sur la Porta Honoris du Caius College, Cambridge »
- George Gwilt le Jeune, architecte
- Browne Willis, « Un tableau des pièces d'or des rois d'Angleterre » (1733) [8]
- Thomas Walford

Des notices sur les illustrations mentionnent les graveurs suivants :
- George Vertue, graveur à la Société. A produit un dessin de la porte Holbein en 1724. Sa gravure de 1727 apparaît dans le volume 1 datant de 1747 [9]. D'autres travaux incluent le portrait de Richard II à Westminster, le sanctuaire d'Edouard le Confesseur et une vue de Waltham Cross ; presque tout le cuivre jusqu'en 1756 a été gravé par Vertue.
- James Basire (1730-1802), l'un des successeurs de Vertue, qui a produit un dessin sur cuivre. Ses descendants du même nom, le fils James Basire (1769-1822) et son petit-fils (1796-1869), ont également été nommés graveur de la Société. Son travail pour les volumes – après sa nomination dans les années 1760 – est décrit comme l'un de ses meilleurs ; cependant, on pense que William Blake, l'apprenti de Basire est en partie, sinon en grande partie, responsable de la plupart des conceptions [10].
- Charles Alfred Stothard, fac-similé en couleurs de la Tapisserie de Bayeux en 1818
- Jacob Schnebbelie, dessinateur de la société. A exécuté plusieurs des vues architecturales des deuxième et troisième volumes [11].
- Samuel Jérôme Grimm